# Oberbauenstock
Der Oberbauenstock (bei Einheimischen auch Baberg genannt) ist ein Gipfel der Urner Alpen auf der Grenze der Kantone Nidwalden und Uri in der Schweiz. Das Gipfelkreuz liegt auf 2116,9 m ü. M. und bildet den höchsten Punkt der Gemeinde Seelisberg. Er gehört zu einer Bergkette zusammen mit Zingel (1901 m), Gandispitz (1996 m), Jochlistock (2079 m) und dem Schwalmis (2246 m).

## Tourismus
Im Sommer ist die Überschreitung dieser Gipfel eine aussichtsreiche Gratwanderung, die jedoch geübten Berggängern vorbehalten bleibt. Der Oberbauenstock lässt sich auch vom Niederbauen über Schwiren besteigen. Er wird im Sommer wie auch im Winter nur selten besucht, im Gegensatz zum ebenfalls aussichtsreichen nördlichen Nachbarn Niederbauen, zumal man dort den Weg von zwei Seiten durch die Benutzung von Seilbahnen verkürzen kann.

## Geologie
Die Bauen–Brisen–Kette gehört zur geologischen Gruppe der helvetischen Kalkalpen und bildet eine Falte der Drusberg–Decke der Kreide.

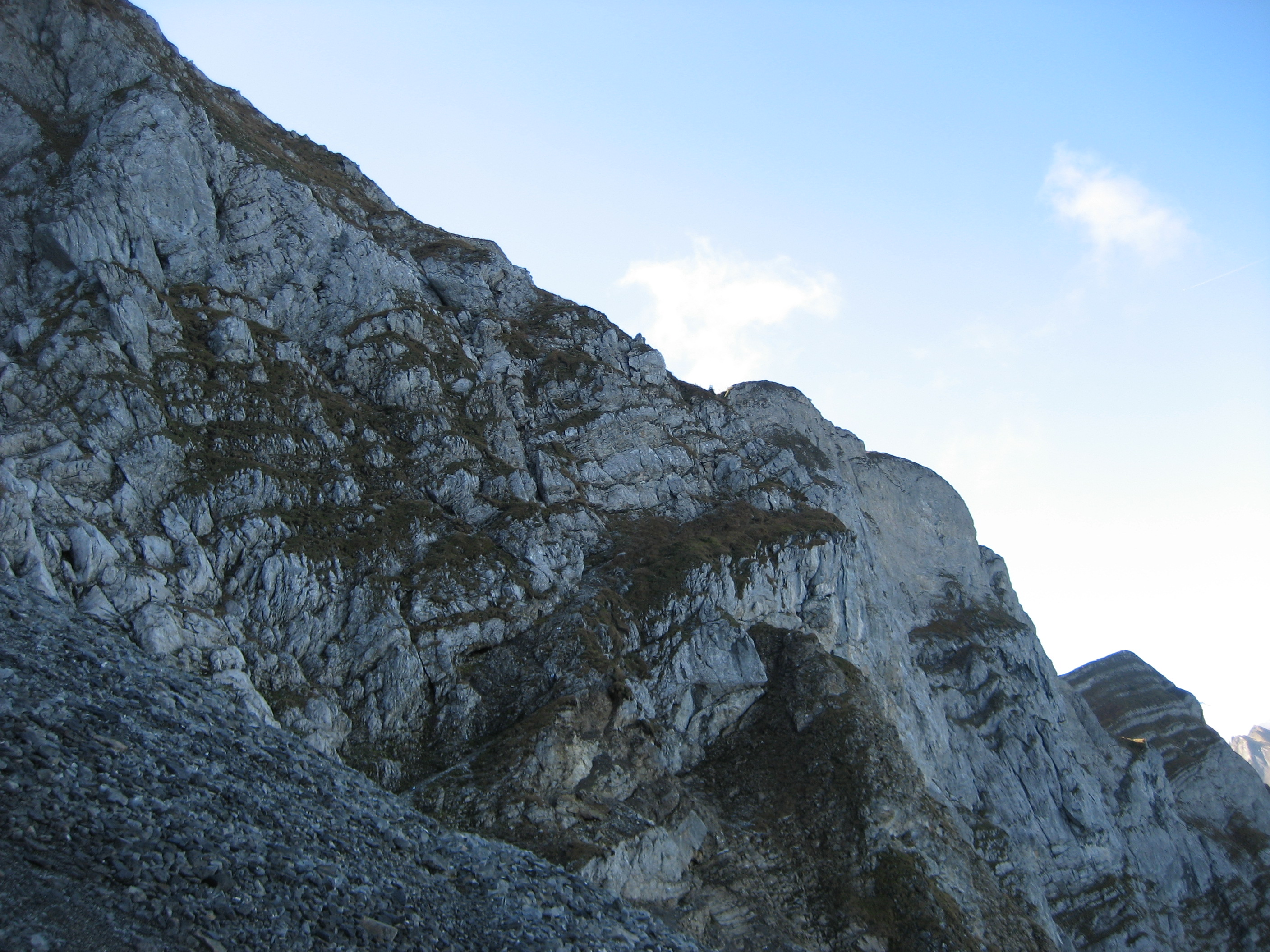
Der anspruchsvolle Aufstieg über Schwiren
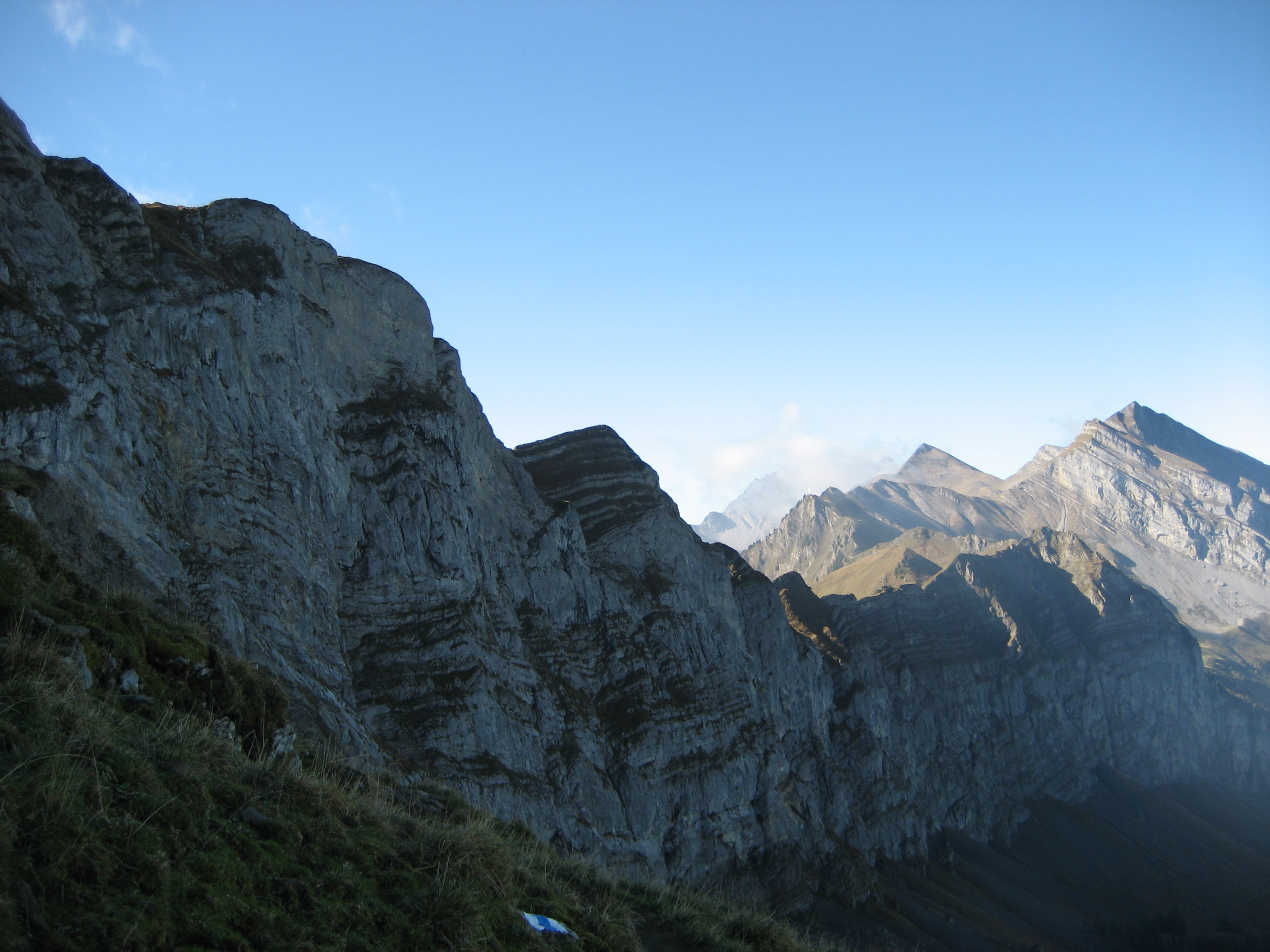
Felsband des Oberbauenstocks

## Diskussion über ein Endlager für radioaktive Abfälle
1983 gab die Nagra bekannt, dass sich der Niderbauenstock durch seine geographische Lage und die geologische Zusammensetzung für den Bau eines Endlagers für radioaktive Abfälle eignen würde. Dank dem Bau des Seelisbergtunnels in den 1970er Jahren waren die erdwissenschaftlichen Kenntnisse über den Berg bereits umfassend. Insbesondere die Gesteinsschicht des Mergels schien sich für die Lagerung von radioaktiven Rückständen zu eignen.
Die lokale Bevölkerung reagierte gegenüber dieser Bekanntgabe mit Opposition. Am 5. März 1983 formierte sich die Bürgerinitiative «Atommüll Hiä Niä», an deren Gründungsversammlung rund 150 Personen anwesend waren. Die Opposition bezweifelte einerseits die Machbarkeit eines sicheren Endlagers, kritisierte andererseits die Standortwahl: Die Bevölkerung des Kantons Uri sei nicht bereit, nach dem Bau von Gotthard-Eisenbahn und -Autobahn ein weiteres «nationales Opfer» zu bringen.
Im selben Jahr gab die Bürgerinitiative gemeinsam mit den Gemeinden Ollon und Mesocco, in denen ebenfalls gegen ein Endlager Stimmung gemacht wurde, eine eigene Studie zur Machbarkeit und Sicherheit eines Lagers beim Büro Ökos, Beratergemeinschaft für angewandte Ökologie in Auftrag. Die im März 1984 publizierte Studie äusserte starke Zweifel, ob die Sicherheit eines Endlagers im Oberbauenstock gewährleistet werden könne und delegitimierte die Expertise der Nagra. Zunehmend stellte sich auch die Urner Regierung gegen das Projekt und die Nagra liess nach 1993 vom Standort Oberbauenstock ab, die verfügbare Mergel-Gesteinsschicht bewertete sie nurmehr «nur als genügend bis knapp».